# Gran Premio di Gran Bretagna 1953
Il Gran Premio di Gran Bretagna 1953 è stata la sesta prova della stagione 1953 del campionato mondiale di Formula 1. La gara si è corsa sabato 18 luglio sul circuito di Silverstone ed è stata vinta dall'italiano Alberto Ascari su Ferrari, al dodicesimo successo in carriera; Ascari ha preceduto all'arrivo l'argentino Juan Manuel Fangio su Maserati e uno dei suoi compagni di squadra, il connazionale Nino Farina.
Per Alberto Ascari è il quinto e ultimo Grand Chelem (pole position, giro veloce e vittoria del Gran Premio conducendo tutti i giri in testa) in carriera in Formula 1. Alla gara hanno assistito circa 100 000 spettatori, approssimativamente lo stesso numero rispetto all'edizione del 1952.

## Vigilia

### Aspetti sportivi
il Gran Premio rappresenta il sesto appuntamento stagionale a distanza di due settimane dalla disputa del Gran Premio di Francia, quinta gara del campionato. Dopo le corse a Spa-Francorchamps e Reims, circuiti stradali, si torna a gareggiare su un circuito permanente, quello di Silverstone. La tappa britannica si corre dopo il Crystal Palace Trophy e l'Internationales Avusrennen, gare extra calendario di Formula 2 corse l'11 e il 12 luglio. Il Gran Premio è stato inoltre preceduto da una gara di Formula Libre dalla lunghezza di 50 miglia, vinta dall'italiano Nino Farina su una Ferrari Thin Wall Special.
Tra le squadre ufficiali prendono parte alla gara la Scuderia Ferrari, con le quattro solite 500 guidate da Alberto Ascari, Nino Farina, Luigi Villoresi e Mike Hawthorn, la Officine Alfieri Maserati, con quattro A6GCM guidate da Juan Manuel Fangio, José Froilán González, Felice Bonetto e Onofre Marimón, l'Équipe Gordini, con tre T16 guidate da Jean Behra, Harry Schell e Maurice Trintignant, la HW Motors, con quattro vetture guidate da Duncan Hamilton, Jack Fairman, Peter Collins e Lance Macklin, e la Connaught Engineering, con tre Type A guidate da Prince Bira, Roy Salvadori e Kenneth McAlpine.
Tra le squadre private debuttano diverse scuderie, come l'Atlantic Stable, che gareggia con Peter Whitehead su una Cooper T24, la R.J. Chase, che corre con Alan Brown a bordo di una Cooper T23, e la Rob Walker Racing Team, che porta in gara una Connaught A guidata da Tony Rolt. Tra le scuderie che avevano già disputato almeno una gara ci sono la Ecurie Ecosse, con Ian Stewart e Jimmy Stewart rispettivamente alla guida di una Connaught A e di una Cooper T20, e la Écurie Rosier, con Louis Rosier alla guida di una Ferrari 500.
Tra i piloti privati sono presenti Bob Gerard su una T23, Toulo de Graffenried su una A6GCM, Ken Wharton su un'altra T23, Louis Chiron su una OSCA 20, e Tony Crook su una T20.

## Qualifiche

### Resoconto
Le sessioni di qualifica si svolgono il giovedì e il venerdì prima della gara. La prima si svolge interamente sotto la pioggia, con la Maserati che ancora non fa segnare tempi. Nella seconda sessione si ha un'alternanza tra rovesci e cielo sereno. In queste condizioni Alberto Ascari segna il tempo della pole position, di 1'48", di 1" più veloce rispetto a José Froilán González e al compagno Mike Hawthorn. La prima fila della griglia (di formato 4-3-4) è completata da Juan Manuel Fangio, il quale fa segnare un tempo di due secondi più lento rispetto a quello del milanese.
In seconda fila si collocano le altre due Ferrari ufficiali di Nino Farina e Luigi Villoresi, con un distacco di rispettivamente 2" e 3" da Ascari, e la terza Maserati di Onofre Marimón, con un tempo di 1'51"0.
La terza fila è occupata dalle Gordini di Maurice Trintignant ed Harry Schell, dalla Connaught-Lea-Francis di Tony Rolt e dalla Cooper-Bristol di Ken Wharton, i quali segnano rispettivamente a coppie gli stessi tempi di 1'52"0 e 1'54"0. L'ultima Maserati ufficiale, quella di Felice Bonetto, si qualifica solo sedicesima, a più di dieci secondi dal tempo della pole.

### Risultati
Nella sessione di qualifica si è avuta questa situazione:
| Pos | Nº | Pilota                | Costruttore           | Tempo       | Griglia |
| --- | -- | --------------------- | --------------------- | ----------- | ------- |
| 1   | 5  | Alberto Ascari        | Ferrari               | 1'48"0      | 1       |
| 2   | 24 | José Froilán González | Maserati              | 1'49"0      | 2       |
| 3   | 8  | Mike Hawthorn         | Ferrari               | 1'49"0      | 3       |
| 4   | 23 | Juan Manuel Fangio    | Maserati              | 1'50"0      | 4       |
| 5   | 6  | Nino Farina           | Ferrari               | 1'50"0      | 5       |
| 6   | 7  | Luigi Villoresi       | Ferrari               | 1'51"0      | 6       |
| 7   | 26 | Onofre Marimón        | Maserati              | 1'51"0      | 7       |
| 8   | 29 | Maurice Trintignant   | Gordini               | 1'52"0      | 8       |
| 9   | 28 | Harry Schell          | Gordini               | 1'52"0      | 9       |
| 10  | 14 | Tony Rolt             | Connaught-Lea-Francis | 1'54"0      | 10      |
| 11  | 16 | Ken Wharton           | Cooper-Bristol        | 1'54"0      | 11      |
| 12  | 1  | Lance Macklin         | HWM-Alta              | 1'57"0      | 12      |
| 13  | 11 | Kenneth McAlpine      | Connaught-Lea-Francis | 1'57"0      | 13      |
| 14  | 20 | Peter Whitehead       | Cooper-Alta           | 1'57"0      | 14      |
| 15  | 18 | Jimmy Stewart         | Cooper-Bristol        | 1'58"0      | 15      |
| 16  | 25 | Felice Bonetto        | Maserati              | 1'58"0      | 16      |
| 17  | 3  | Duncan Hamilton       | HWM-Alta              | 2'02"0      | 17      |
| 18  | 17 | Bob Gerard            | Cooper-Bristol        | 2'02"0      | 18      |
| 19  | 10 | Prince Bira           | Connaught-Lea-Francis | 2'04"0      | 19      |
| 20  | 15 | Ian Stewart           | Connaught-Lea-Francis | 2'04"0      | 20      |
| 21  | 19 | Alan Brown            | Cooper-Bristol        | 2'04"0      | 21      |
| 22  | 30 | Jean Behra            | Gordini               | 2'04"0      | 22      |
| 23  | 2  | Peter Collins         | HWM-Alta              | 2'06"0      | 23      |
| 24  | 9  | Louis Rosier          | Ferrari               | 2'07"0      | 24      |
| 25  | 22 | Tony Crook            | Cooper-Bristol        | 2'07"0      | 25      |
| 26  | 31 | Toulo de Graffenried  | Maserati              | 2'09"0      | 26      |
| 27  | 4  | Jack Fairman          | HWM-Alta              | 2'32"0      | 27      |
| 28  | 12 | Roy Salvadori         | Connaught-Lea-Francis |             | 28      |
| 29  | 27 | Louis Chiron          | OSCA                  | senza tempo | –       |

## Gara

### Resoconto
Ancora una volta l'argentino José Froilán González parte con la vettura più leggera, mentre gli altri con il serbatoio pieno. Alla partenza Alberto Ascari scatta bene e alla Copse si trova davanti a Juan Manuel Fangio, Luigi Villoresi, González e Onofre Marimón. Lance Macklin, partito in quarta fila, sulla HWM-Alta, al via parte molto bene e si trova in sesta posizione. Alla fine del primo giro Ascari mantiene il vantaggio, precedendo di 1" Fangio. González supera Villoresi e sale in terza posizione. Al secondo giro sorpassa anche il connazionale e conquista la seconda posizione. Mike Hawthorn, invece, dopo aver sorpassato Marimón, al terzo giro perde il controllo della vettura prima della curva Woodcote ed esce di pista. Riesce a rientrare nei box per riparare una perdita di carburante, ma al rientro in pista è ultimo.
In testa Ascari e González hanno adottato un ritmo molto veloce, aumentando il vantaggio su Fangio. Ben presto l'italiano riesce a staccarsi dal suo avversario; dopo dieci giri, González, nonostante il vantaggio conferitogli dalla sua vettura più leggera, avente meno carburante a bordo, aveva già uno svantaggio di 6".
Mentre González tentava di non perdere troppo terreno su Ascari, la sua Maserati ha iniziato a perdere olio. I commissari di gara lo avvertono sventolandogli le bandiere ma l'argentino li ignora per qualche giro, finché entra ai box alla diciassettesima tornata.
Al ventesimo giro Ascari ha un vantaggio di quindici secondi su Fangio, trenta su Villoresi e oltre un minuto su González. Queste posizioni resteranno invariate per qualche giro, mentre nel frattempo il pilota di casa della Ferrari riesce a rimontare e a tornare in tredicesima posizione. Anche Felice Bonetto era impegnato in un recupero, essendo partito dalla sedicesima piazza, tuttavia esso è stato vanificato dalle numerose soste che ha dovuto effettuare per problemi tecnici. Alla fine terminerà comunque in sesta posizione, appena fuori dalla zona punti, anche grazie ai numerosi ritiri degli avversari.
Al cinquantaseiesimo giro González effettua un pit stop per rifornire la vettura di carburante e olio, poiché la perdita non era cessata. Al rientro in pista non perde posizioni e ha un vantaggio di circa dodici secondi fu Farina e Marimón. Questi e Villoresi, undici giri più tardi, saranno costretti al ritiro.
Alla bandiera a scacchi è primo Alberto Ascari, leader di tutti i 90 giri, con un vantaggio di un minuto sulla Maserati di Juan Manuel Fangio. Doppiati di due giri terminano Nino Farina e José Froilán González. Gli ultimi due punti in palio sono conquistati dal britannico Mike Hawthorn. Per Ascari è il dodicesimo successo in carriera, il quarto nella stagione corrente, eguagliando alla sesta gara dell'anno le prestazioni del 1952. Per la Ferrari è invece la quarta vittoria di fila e la quinta della stagione ed è inoltre il terzo successo consecutivo sul circuito di Silverstone.
Per la seconda volta nella storia della Formula 1, due piloti segnano lo stesso giro più veloce in gara. A farlo sono il vincitore e il quarto classificato González. La prima volta accadde nel Gran Premio d'Italia 1952 e i piloti che si spartirono il punto addizionale furono sempre Ascari e González.

### Risultati
I risultati del Gran Premio sono i seguenti:
| Pos | Nº | Pilota                | Costruttore           | Giri | Tempo/Ritiro        | Griglia | Punti |
| --- | -- | --------------------- | --------------------- | ---- | ------------------- | ------- | ----- |
| 1   | 5  | Alberto Ascari        | Ferrari               | 90   | 2h50'00"0           | 1       | 8,5   |
| 2   | 23 | Juan Manuel Fangio    | Maserati              | 90   | +1'00"0             | 4       | 6     |
| 3   | 6  | Nino Farina           | Ferrari               | 88   | +2 giri             | 5       | 4     |
| 4   | 24 | José Froilán González | Maserati              | 88   | +2 giri             | 2       | 3,5   |
| 5   | 8  | Mike Hawthorn         | Ferrari               | 87   | +3 giri             | 3       | 2     |
| 6   | 25 | Felice Bonetto        | Maserati              | 82   | +8 giri             | 16      |       |
| 7   | 10 | Prince Bira           | Connaught-Lea-Francis | 82   | +8 giri             | 19      |       |
| 8   | 16 | Ken Wharton           | Cooper-Bristol        | 80   | +10 giri            | 11      |       |
| Rit | 18 | Jimmy Stewart         | Cooper-Bristol        | 79   | Testacoda           | 15      |       |
| 9   | 20 | Peter Whitehead       | Cooper-Alta           | 79   | +11 giri            | 14      |       |
| 10  | 9  | Louis Rosier          | Ferrari               | 78   | +12 giri            | 24      |       |
| Rit | 14 | Tony Rolt             | Connaught-Lea-Francis | 71   | Trasmissione        | 10      |       |
| Rit | 7  | Luigi Villoresi       | Ferrari               | 67   | Trasmissione        | 6       |       |
| Rit | 26 | Onofre Marimón        | Maserati              | 67   | Motore              | 7       |       |
| Rit | 2  | Peter Collins         | HWM-Alta              | 56   | Testacoda           | 23      |       |
| Rit | 19 | Alan Brown            | Cooper-Bristol        | 56   | Surriscaldamento    | 21      |       |
| Rit | 4  | Jack Fairman          | HWM-Alta              | 54   | Frizione            | 27      |       |
| Rit | 12 | Roy Salvadori         | Connaught-Lea-Francis | 50   | Ruota               | 28      |       |
| Rit | 31 | Toulo de Graffenried  | Maserati              | 34   | Frizione            | 26      |       |
| Rit | 1  | Lance Macklin         | HWM-Alta              | 31   | Frizione            | 12      |       |
| Rit | 30 | Jean Behra            | Gordini               | 30   | Pompa della benzina | 22      |       |
| Rit | 15 | Ian Stewart           | Connaught-Lea-Francis | 26   | Motore              | 20      |       |
| Rit | 29 | Maurice Trintignant   | Gordini               | 15   | Trasmissione        | 8       |       |
| Rit | 3  | Duncan Hamilton       | HWM-Alta              | 14   | Frizione            | 17      |       |
| Rit | 17 | Bob Gerard            | Cooper-Bristol        | 8    | Sospensione         | 18      |       |
| Rit | 28 | Harry Schell          | Gordini               | 5    | Alternatore         | 9       |       |
| Rit | 22 | Tony Crook            | Cooper-Bristol        | 0    | Alimentazione       | 25      |       |
| Rit | 11 | Kenneth McAlpine      | Connaught-Lea-Francis | 0    |                     | 13      |       |
| NP  | 27 | Louis Chiron          | OSCA                  | 0    |                     | –       |       |

Alberto Ascari e José Froilán González si spartiscono il punto addizionale per aver segnato il giro più veloce della gara.

## Classifica mondiale
| Pos | Pilota                | Punti       |
| --- | --------------------- | ----------- |
| 1   | Alberto Ascari        | 33,5 (36,5) |
| 2   | Mike Hawthorn         | 16          |
| 3   | José Froilán González | 13,5 (14,5) |
| 4   | Juan Manuel Fangio    | 13          |
| =   | Luigi Villoresi       | 13          |
| 6   | Nino Farina           | 12          |
| 7   | Bill Vukovich         | 9           |
| 8   | Art Cross             | 6           |
| 9   | Toulo de Graffenried  | 5           |
| 10  | Onofre Marimón        | 4           |
| 11  | Maurice Trintignant   | 2           |
| =   | Felice Bonetto        | 2           |
| =   | Óscar Gálvez          | 2           |
| =   | Sam Hanks             | 2           |
| =   | Duane Carter          | 2           |
| =   | Jack McGrath          | 2           |
| 17  | Fred Agabashian       | 1,5         |
| =   | Paul Russo            | 1,5         |